# Center for Earth and Planetary Studies
Das Center for Earth and Planetary Studies ist eine zur Smithsonian Institution gehörende Forschungseinrichtung in Washington, D.C. in den Vereinigten Staaten, das 1972 gegründet wurde. Das Center betreibt wissenschaftliche Forschungen in den Bereichen Planetologie, Geophysik und Biophysik. Als Regional Planetary Image Facility der NASA speichert das Center Bilder und Karten von Planeten und ihren Monden. Außerdem werden dort Aufnahmen gespeichert, die von Space Shuttles aus aufgenommen wurden. Das Center betreut die beiden Ausstellungen Exploring the Planets und Looking at Earth des National Air and Space Museum, in dem sich das Center for Earth and Planetary Studies auch befindet. Außerdem werden alle anderen Bereiche des Museums unterstützt.

## Forschung
Das Center beschäftigt sich unter anderem mit der Untersuchung der tektonischen Geschichte des Planeten Merkur, der Entwicklung von geologischen Karten des Planeten Venus, der Erforschung der Geomorphologie auf der Erde und der Erkundung der Geländeformationen des Mars.